# Pennsylvania State University Women's Volleyball 2017
Questa voce raccoglie le informazioni riguardanti la Pennsylvania State University Women's Volleyball nella stagione 2017.

## Organigramma societario
Area direttiva
- Presidente: Sandy Barbour

Area organizzativa
- Direttore delle operazioni: Jon Parry

Area tecnica
- Allenatore: Russell Rose
- Secondo allenatore: Salima Rockwell
- Assistente allenatore: Craig Dyer
- Assistente allenatore volontario: Dennis Hohenshelt

## Rosa
| N° | Nome                | Ruolo | Data di nascita   | Nazionalità sportiva | Anno      |
| -- | ------------------- | ----- | ----------------- | -------------------- | --------- |
| 1  | Kathryn Cather      | O     | 4 febbraio 1997   | Stati Uniti          | Junior    |
| 2  | Emily Sciorra       | L     | -                 | Stati Uniti          | Sophomore |
| 3  | Kendall White       | L     | 7 luglio 1997     | Stati Uniti          | Sophomore |
| 5  | Alexandra Frantti   | S     | 3 marzo 1996      | Stati Uniti          | Senior    |
| 6  | Nia Reed            | S     | 27 giugno 1996    | Stati Uniti          | Junior    |
| 7  | Abby Detering       | P     | 21 marzo 1996     | Stati Uniti          | Senior    |
| 8  | Lainy Pierce        | L     | 30 ottobre 1995   | Stati Uniti          | Senior    |
| 9  | Jennifer Halterman  | L     | 5 marzo 1996      | Stati Uniti          | Senior    |
| 10 | Camryn May          | O     | 10 novembre 1998  | Stati Uniti          | Freshman  |
| 11 | Victoria Gorrell    | S     | 11 marzo 1997     | Canada               | Sophomore |
| 12 | Keeton Holcomb      | L     | -                 | Stati Uniti          | Junior    |
| 14 | Kristin Krause      | L     | -                 | Stati Uniti          | Freshman  |
| 15 | Haleigh Washington  | C     | 22 settembre 1995 | Stati Uniti          | Senior    |
| 17 | Michaela Putnicki   | S     | 4 gennaio 1999    | Stati Uniti          | Freshman  |
| 18 | Allison Farrell     | L     | 6 novembre 1997   | Stati Uniti          | Sophomore |
| 19 | Heidi Thelen        | O     | 5 settembre 1996  | Stati Uniti          | Senior    |
| 21 | Bryanna Weiskircher | P     | 25 maggio 1996    | Stati Uniti          | Junior    |
| 22 | Simone Lee          | S     | 7 ottobre 1996    | Stati Uniti          | Senior    |
| 23 | Clare Powers        | S     | 21 marzo 1996     | Stati Uniti          | Junior    |

## Mercato
| Acquisti | Acquisti           | Acquisti        | Acquisti   |
| R.       | Nome               | da              | Modalità   |
| -------- | ------------------ | --------------- | ---------- |
| O        | Kathryn Cather     | Mississippi     | definitivo |
| L        | Jennifer Halterman | -               | definitivo |
| O        | Camryn May         | Cinco Ranch HS  | definitivo |
| S        | Michaela Putnicki  | Lewis-Palmer HS | definitivo |

| Cessioni | Cessioni         | Cessioni   | Cessioni   |
| R.       | Nome             | a          | Modalità   |
| -------- | ---------------- | ---------- | ---------- |
| P        | Wilmarie Rivera  | Louisville | definitivo |
| S        | Emily DeMure     | Colorado   | definitivo |
| L        | Carley Muller    | -          | ritirata   |
| L        | Taylor Krause    | -          | ritirata   |
| P        | Caroline Graham  | -          | ritirata   |
| O        | Jelena Novaković | Virginia   | definitivo |
| L        | Laura Broerman   | -          | ritirata   |

## Statistiche

### Statistiche di squadra
| Competizione                       | Punti | In casa | In casa | In casa | In trasferta | In trasferta | In trasferta | Campo neutro | Campo neutro | Campo neutro | Totale | Totale | Totale |
| Competizione                       | Punti | G       | V       | P       | G            | V            | P            | G            | V            | P            | G      | V      | P      |
| ---------------------------------- | ----- | ------- | ------- | ------- | ------------ | ------------ | ------------ | ------------ | ------------ | ------------ | ------ | ------ | ------ |
| Big Ten Conference NCAA Division I | .943  | 17      | 16      | 1       | 12           | 12           | 0            | 6            | 5            | 1            | 35     | 33     | 2      |
| Totale                             | .943  | 17      | 16      | 1       | 12           | 12           | 0            | 6            | 5            | 1            | 35     | 33     | 2      |

G = partite giocate; V = partite vinte; P = partite perse

### Statistiche dei giocatori
| Giocatrice     | Big Ten Conference NCAA Division I | Big Ten Conference NCAA Division I | Big Ten Conference NCAA Division I | Big Ten Conference NCAA Division I | Big Ten Conference NCAA Division I | Totale | Totale | Totale | Totale | Totale |
| Giocatrice     | P                                  | PT                                 | AV                                 | MV                                 | BV                                 | P      | PT     | AV     | MV     | BV     |
| -------------- | ---------------------------------- | ---------------------------------- | ---------------------------------- | ---------------------------------- | ---------------------------------- | ------ | ------ | ------ | ------ | ------ |
| K. Cather      | -                                  | -                                  | -                                  | -                                  | -                                  | -      | -      | -      | -      | -      |
| A. Detering    | 35                                 | 233.5                              | 159                                | 40.5                               | 34                                 | 35     | 233.5  | 159    | 40.5   | 34     |
| A. Farrell     | 3                                  | 0                                  | 0                                  | 0                                  | 0                                  | 3      | 0      | 0      | 0      | 0      |
| A. Frantti     | 35                                 | 357                                | 294                                | 44                                 | 19                                 | 35     | 357    | 294    | 44     | 19     |
| V. Gorrell     | 34                                 | 202                                | 141                                | 61                                 | 0                                  | 34     | 202    | 141    | 61     | 0      |
| J. Halterman   | 9                                  | 1                                  | 0                                  | 0                                  | 1                                  | 9      | 1      | 0      | 0      | 1      |
| K. Holcomb     | 23                                 | 4                                  | 0                                  | 0                                  | 4                                  | 23     | 4      | 0      | 0      | 4      |
| K. Krause      | 8                                  | 0                                  | 0                                  | 0                                  | 0                                  | 8      | 0      | 0      | 0      | 0      |
| S. Lee         | 35                                 | 547.5                              | 478                                | 45.5                               | 24                                 | 35     | 547.5  | 478    | 45.5   | 24     |
| C. May         | 6                                  | 5                                  | 3                                  | 2                                  | 0                                  | 6      | 5      | 3      | 2      | 0      |
| L. Pierce      | 33                                 | 6                                  | 0                                  | 0                                  | 6                                  | 33     | 6      | 0      | 0      | 6      |
| C. Powers      | 13                                 | 12                                 | 10                                 | 1                                  | 1                                  | 13     | 12     | 10     | 1      | 1      |
| M. Putnicki    | 3                                  | 6                                  | 6                                  | 0                                  | 0                                  | 3      | 6      | 6      | 0      | 0      |
| N. Reed        | 25                                 | 79                                 | 67                                 | 12                                 | 0                                  | 25     | 79     | 67     | 12     | 0      |
| E. Sciorra     | 22                                 | 2                                  | 0                                  | 0                                  | 2                                  | 22     | 2      | 0      | 0      | 2      |
| H. Thelen      | 35                                 | 263                                | 201                                | 62                                 | 0                                  | 35     | 263    | 201    | 62     | 0      |
| H. Washington  | 35                                 | 496.5                              | 370                                | 104.5                              | 22                                 | 35     | 496.5  | 370    | 104.5  | 22     |
| B. Weiskircher | 35                                 | 58.5                               | 23                                 | 2.5                                | 33                                 | 35     | 58.5   | 23     | 2.5    | 33     |
| K. White       | 35                                 | 24                                 | 1                                  | 0                                  | 23                                 | 35     | 24     | 1      | 0      | 23     |

P = presenze; PT = punti totali; AV = attacchi vincenti; MV = muri vincenti; BV = battute vincenti

NB: I muri singoli valgono una unità di punto, mentre i muri doppi e tripli valgono mezza unità di punto; anche i giocatori nel ruolo di libero sono impegnati al servizio